# Oliver Stierle
Oliver Stierle (* 13. Juni 1983 in Stuttgart) ist ein ehemaliger deutscher Fußballspieler.

## Karriere
Über die Jugendvereine ASV Botnang und Sportvg Feuerbach gelangte Stierle 2001 zum Regionalligisten Stuttgarter Kickers, für den er – ab seiner zweiten Spielzeit – 148 Spiele bestritt, acht Tore erzielte und das Amt des Mannschaftskapitäns innehatte.
Des Weiteren kam er zweimal in Spielen (gegen den Hamburger SV) um den DFB-Pokal zum Einsatz: Am 20. August 2005 verlor man daheim mit 1:5 Toren und am 9. September 2006 siegte man mit 4:3 Toren nach Verlängerung jeweils in der ersten Runde.
Obwohl für die neugeschaffene 3. Liga qualifiziert, wechselte Stierle zur Drittliga-Mannschaft des FC Bayern München und begründete seine Entscheidung wie folgt: „Ich möchte mich beim FC Bayern weiterentwickeln, fußballerisch und persönlich. […] Auf den FC Bayern wird immer ein Auge von verschiedenen Scouts geworfen, und wenn man da gute Leistungen bringt, ist man sofort in der zweiten Liga, wenn nicht sogar in der Bundesliga.“
Sein Profidebüt für den FC Bayern München II gab er am 27. Juli 2008 (1. Spieltag) beim 2:1-Sieg im Heimspiel gegen den 1. FC Union Berlin; in zwei Jahren absolvierte er 22 Drittligaspiele.
Im Sommer 2010 kehrte er zurück zu den Stuttgarter Kickers in die Regionalliga Süd. Den scheinbaren Rückschritt begründet er so: „Alle anderen Anfragen – auch die aus der 3. Liga – konnten meine emotionale Stärke zu den Kickers nicht toppen.“ Er kam allerdings nur noch zu neun Regionalligaeinsätzen und spielte ab der Saison 2011/12 für die zweite Mannschaft in der Oberliga Baden-Württemberg. Zur Saison 2013/14 wechselte er zum 1. Göppinger SV in die Verbandsliga Württemberg und bestritt fünf Punktspiele. Nach zwei weiteren Spielzeiten, in denen er jeweils 29 Punktspiele bestritt und ein Tor erzielte, stand der Aufstieg in die Oberliga Baden-Württemberg fest. In dieser absolvierte er 30 von 34 Punktspielen; blieb jedoch ohne Torabschluss. Im Sommer 2020 kehrte er zu seinem Jugendverein ASV Botnang zurück, bei dem er seine aktive Laufbahn beendete und bis 2024 als Sportlicher Leiter und Co-Trainer fungierte. Im Sommer 2024 wechselte er zum Landesligisten TSV Weilimdorf, bei dem er als Co-Trainer unter Manuel Fischer tätig ist.